# Hohleichengraben
Le Hohleichengraben est un ruisseau dans le district de Wurtzbourg (Bavière, Allemagne), affluent du Göckersgraben.

## Géographie
Le Hohleichengraben se situe au sud-ouest du méandre du Main sur la plaque de Marktheidenfeld, dans le quartier de Wurtzbourg Heidingsfeld, dans la forêt de la ville. Il coule vers le nord-est au début et va dans un doux virage à gauche à travers la forêt. Puis il coule sur le versant occidental de l'Unglücksberg et se jette dans le Göckersgraben.